# Haptosquilla trispinosa
Haptosquilla trispinosa is een bidsprinkhaankreeftensoort uit de familie van de Protosquillidae. De wetenschappelijke naam van de soort is voor het eerst geldig gepubliceerd in 1852 door Dana.